# Morinda angustifolia
Morinda angustifolia är en måreväxtart som beskrevs av William Roxburgh. Morinda angustifolia ingår i släktet Morinda och familjen måreväxter. Inga underarter finns listade i Catalogue of Life.